# Doodle4Google
Doodle 4 Google（ドゥードゥル フォー グーグル）は、Doodleと呼ばれるGoogleトップページのロゴデザインのコンテスト。小学生から高校生までを対象とする。

## 概要
インターネット関連サービス企業のGoogleでは同社が提供する検索エンジンにおいて、何らかの記念日や著名人物の誕生日に合わせてそのトップページのロゴをしばしば一時的に変更している。いたずら書きという意味を持つ英語「Doodle」にちなんでDoodle 4 Googleと名づけている。公募対象となる小学生から高校生までの創造力を養い、芸術や技術、それらの関わりについての知見の場を提供するという主たる目的を持つ。また、奨学金などを賞金としている。
2009年より始まったこのコンテストには、グランプリと小中高校生部門別の各賞があり、2014年まで6回に渡り開催されたが、2015年は未開催となった。

## 関連
- Google - Doodle 4 Googleの主催。